# Verbandsgemeinde Westhofen
Verbandsgemeinde Westhofen é uma associação municipal do estado da Renânia-Palatinado.